# ولکوف (منطقه تابور)
ولکوف (به چکی: Vlkov) یک منطقهٔ مسکونی در جمهوری چک است که در منطقه تابور واقع شده‌است.
 ولکوف ۶٫۵۴ کیلومتر مربع مساحت و ۱۴۵ نفر جمعیت دارد و ۴۱۴ متر بالاتر از سطح دریا واقع شده‌است.